# Straßenbahn Yangon
Die Straßenbahn Yangon (früher Rangoon Electric Tramways) wurde am 11. Januar 2016 auf einer Linie wieder in Betrieb genommen, aber nach nur sechs Monaten wieder eingestellt.

## Vorgeschichte

### Dampf-Straßenbahn
In Rangun, das heute offiziell Yangon heißt, wurde Ende des 19. Jahrhunderts von John Darwood, einem erfolgreichen ranguner Geschäftsmann eine Dampfstraßenbahn errichtet. Er hatte dafür eine Lizenz und betrieb sie einige Jahre lang ohne finanziellen Erfolg, bevor er sie an ein Unternehmen in Kalkutta verkaufte. Auch dieses Unternehmen war nicht profitabel und wurde 1899 liquidiert.

### Elektrische Straßenbahn
John Darwood kaufte die Konzession 1902 zurück, um ab 15. Dezember 1906 eine elektrische Straßenbahn zu betreiben. Da die Fahrzeuge und die gesamte Ausrüstung aus Großbritannien importiert werden musste, waren die Investitionskosten sehr hoch. Daher verkaufte er die Konzession an eine Gruppe britischer Investoren, die 1905 in Liverpool die Rangoon Electric Tramway and Supply Company gründeten. Es gab 1909 sogar einen speziell dekorierten Leichenwagen. Das Straßenbahnnetz wurde 1921 mit bis zu 77 Fahrzeugen betrieben. Der muslimische Direktor der früheren Rangoon Electric Tramways Sir Adamjee Haji Dawood spendete den buddhistischen Mönchen kostenlose Fahrten zur morgendlichen Almosensammlung (Soon Khan Kwya).
Das Elektrizitätswerk und das Gebäude der Hauptverwaltung befanden sich in Ahlone Township. Eine Linie fuhr entlang der Dalhousie Street (heute Mahabandoola Street) zur Sule Pagodae, bog dann nach Norden und später nach Osten auf die Montgomery Street ab (heute Bogyoke Aung San Street), auf der sie bis zur Pazundaung Jetty fuhr. Eine Linie führte vom Glockenturm aus auf der China Street bergauf an das Südportal der Shwedagon-Pagode. Das System wurde bis Mitte der 1930er Jahre weiter ausgebaut und transportierte in dieser Zeit über 40 Millionen Fahrgäste pro Jahr. 1936 waren 92 Fahrzeuge im Einsatz. Es war bis zum Zweiten Weltkrieg in Betrieb, als das Elektrizitätswerk durch einen japanischen Luftangriff zerstört wurde. Die Betriebsgesellschaft wurde 1953 als Teil des Rangoon Electricity Supply Board verstaatlicht, und 1961 wurde die Rangoon Electric Tramway nach langwierigen Auseinandersetzungen bezüglich der Kompensation der Aktionäre aufgelöst.

## Geschichte
Die Straßenbahn wurde, finanziert mit japanischer Unterstützung, am 10. Januar 2016 wieder in Betrieb genommen. Sie verband auf einer 4,8 km langen Strecke die Haltestellen Wardan Jetty und Linsadaung in Botataung. Das Straßenbahndepot, das Elektrizitätswerk und die 6.6 kV Oberleitung mit 139 Masten kosteten laut offiziellen Angaben 143,13 Mio. Kyat.
Als Schienenfahrzeug wurde eine einzige 50 Jahre alte historische Straßenbahn aus Hiroshima in Japan eingesetzt. Die Garnitur hatte 3 Wagen mit 200 Sitzplätzen und 230 Stehplätzen.
Die Straßenbahn verkehrte nur sechsmal pro Tag, von 8:00 Uhr bis 16:00 Uhr. Der Fahrpreis betrug 100 (Kyat), d. h. etwa 0,06 €.
Eine für 2016 geplante Verlängerung von Wardan Jetty nach Westen bis Kyeemyindaing und von Linsadaung nach Osten bis Pazundaung Township hätte die Streckenlänge auf 11,3 km gebracht.
Die Straßenbahn Yangon stellte den Betrieb am 1. Juli 2016 ein, nachdem sie nur sechs Monate in Betrieb war.